# Uven Eloff
Uven Eloff blev det fyndiga namnet på en berguvhane som den 26 februari 1997 flög med vingarna mot ett par högspänningsledningar i en kraftledningsgata utanför Korsta i Sundsvall. Fågeln föll till marken och någon dag senare hittades den vid liv men med fjäderskruden och ena ögonlocket brännskadade. Det hade varit en regnig natt och uvens fjäderskrud hade varit våt så man bedömde att elektriciteten därför i huvudsak gått via den våta fjäderskruden och inte genom fågelns kropp innan kortslutningen av strömmen skedde och därmed hade den överlevt.
Uven togs omhand inom Projekt Berguv Nord och den återhämtade sig så bra, att den senare användes inom projektets avel.

## Konsekvenser
Kortslutningen av högspänningsnätverket gjorde genast 50 000 hushållselabonnenter strömlösa och därtill kom industrier och arbetsplatser inom framför allt Medelpad, Ångermanland och östra Jämtland. Bland industrierna ingick Östrands pappersmassefabrik samt två pappersbruk. Östrandsfabriken stannade och stod stilla i 22 dygn och man beräknade ett bortfall på omkring 20 000 ton pappersmassa. Den inställda pappersmasseproduktionen och reparationskostnaderna beräknades till ett värde av cirka 50 miljoner kronor – så mycket att det fick en plats i SCA:s årsredovisning: ”Berguven överlevde men haveriet krävde reparation och kontroll av sodapannan och produktionen låg nere i drygt tre veckor”. 
En tröst i bedrövelsen för företagskoncernen var att det rådde vid olyckstillfället överskott på pappersmassa och sjunkande priser ute i världen men bortfallet av Östrandsverket bidrog till att överskottet försvann och världsmassapriset steg.